# Norbert Wiener
Norbert Wiener (Columbia (Missouri), 26 november 1894 - Stockholm, 18 maart 1964) was een Joods-Amerikaanse wiskundige en filosoof die bekend is geworden als grondlegger van de cybernetica. 
Wiener was verder een expert in stochastische en ruis-processen en heeft belangrijke bijdragen geleverd op het gebied van de elektrotechniek, telecommunicatie en meet- en regeltechniek. 
Tijdens de Tweede Wereldoorlog leverde hij bijdragen aan een wiskundig geoptimaliseerde vuurgeleiding van artillerie en aan een tijdreeksanalyse voor het bepalen van de optimale grootte van scheepskonvooien met het oog op onderzeebootaanvallen. Na die oorlog keerde hij zich tegen de inzet van wetenschap voor de bewapeningsindustrie. Aan zijn belangrijke bijdragen tot de kansrekening herinneren de termen Wienerproces en Wiener-integraal. Ook het Wiener filter is naar hem genoemd.
Wiener promoveerde op 18-jarige leeftijd aan Harvard en sprak Engels, Frans, Duits, Spaans en Chinees, in welke talen hij ook les gaf. In het dagelijks leven voldeed hij vaak aan het cliché van de verstrooide professor.

## Publicaties
- Cybernetics (1948)
- The Human Use of Human Beings (1950)
- Ex-Prodigy (1953)
- I am a Mathematician (1956)
- Nonlinear Problems in Random Theory (1958)